# Прадо, Густаво
Густа́во Пра́до А́лвес (порт.-браз. Gustavo Prado Alves); более известный, как Густаво Прадо (порт.-браз. Gustavo Prado) род. 6 июня 2005, Рио-де-Жанейро) — бразильский футболист, полузащитник клуба «Интернасьонал».

## Клубная карьера
Прадо — воспитанник клубов Ферровиария и «Интернасьонал». 3 февраля 2024 года в поединке Лиги Гаушо против «СЭР Кашиас» игрок дебютировал за основной состав последних. 13 апреля в матче против «Баии» он дебютировал в бразильской Серии A. 12 сентября в поединке против «Форталезы» Густаво забил свой первый гол за «Интернасьонал».

## Достижения
Сборная Бразилии
- Чемпион молодёжного чемпионата Южной Америки: 2025